# Nyabvallen
Nyabvallen, tidigare Skogsvallen, är Luleå kommuns representationsarena och huvudarena för fotboll. Här spelade IFK Luleå sina hemmamatcher under den enda säsongen de varit i Allsvenskan, 1971. Arena invigdes år 1957.
Sedan mitten av 2008 är konstgräs underlaget på Nyabvallen. Planen omgärdas även av löparbanor, kastringar och längdhoppsgrop för friidrottsutövning.